# Daniel Petrie Jr.
Daniel Mannix Petrie Jr. (nacido el 30 de noviembre de 1951) es un productor, escritor, y director de cine y televisión canadiense-estadounidense. Es conocido por ser uno de los pioneros en los subgéneros de comedia de acción y películas de parejas policíacas a través de películas como Beverly Hills Cop y Turner & Hooch. Se desempeñó como presidente del Gremio de Escritores de Norteamericanos del Oeste entre 1997 y 1999, y luego nuevamente entre 2004 y 2005.